# گنوشن
گنوشن (به لاتین: Gnuszyn) یک روستا در لهستان است که در گمینا خژپسکو ویلکیه واقع شده‌است.